# 뤼멜랑주

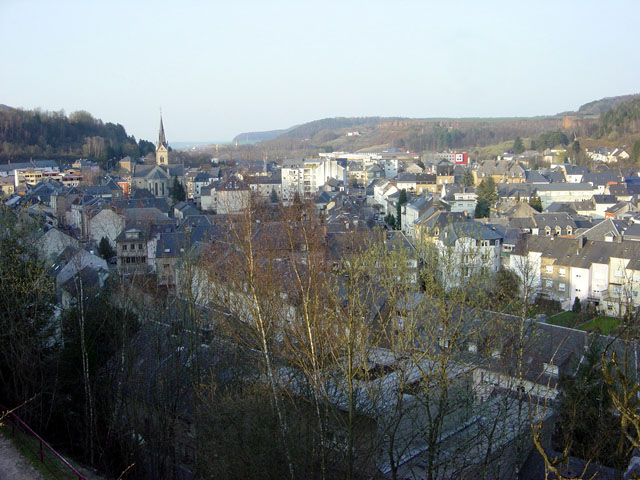
뤼멜랑주

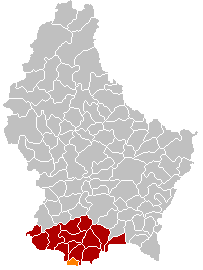
뤼멜랑주의 위치

뤼멜랑주(프랑스어: Rumelange, 독일어: Rümelingen 뤼멜링겐[*], 룩셈부르크어: Rëmeleng)는 룩셈부르크 남서부에 위치한 도시로 면적은 6.83km2, 높이는 287~432m, 인구는 5,239명(2014년 기준), 인구 밀도는 770명/km2이다. 행정 구역상으로는 룩셈부르크 구 에슈쉬르알제트 주에 속하며 프랑스 국경과 가까운 편이다. 도시 안에는 국립광업박물관이 있다.

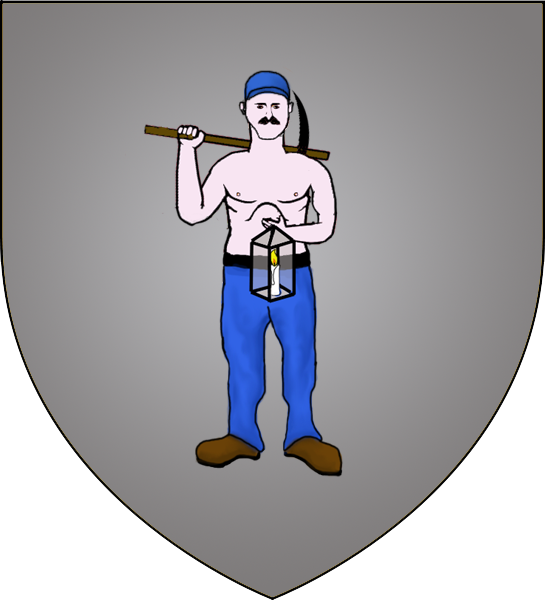
시 문장